# Ptichodis tephrina
Ptichodis tephrina là một loài bướm đêm trong họ Erebidae.